# Джексон, Альберт Брюс
Альберт Брюс Джексон (англ. Albert Bruce Jackson; 14 февраля 1876, Ньюбери, Беркшир — 14 января 1947, Кью, Большой Лондон) — британский ботаник, дендролог и миколог.    

## Биография
Альберт Брюс Джексон родился в городе Ньюбери 14 февраля 1876 года. С 1907 по 1910 год был ассистентом в Королевских ботанических садах Кью. С 1910 по 1932 год Альберт Брюс Джексон работал в Императорском институте в Лондоне. С 1932 по 1947 год он был специалистом по хвойным растениям в Британском музее. Альберт Брюс Джексон умер 14 января 1947 года.

## Научная деятельность
Альберт Брюс Джексон специализировался на Мохообразных, на семенных растениях и на микологии.

## Научные работы
- Catalogue of Hardy Trees and Shurbs Growing in the Grounds of Syon House. 1910.
- A Handbook of Coniferae with William Dallimore. 1923.
- Identification of Conifers. 1946.